# ۳-متیل‌گلوتاکونیل-کوآ
۳-متیل‌گلوتاکونیل-کوآ (به انگلیسی: 3-Methylglutaconyl-CoA) با فرمول شیمیایی C۲۷H۴۲N۷O۱۹P۳S یک ترکیب شیمیایی با شناسه پاب‌کم ۱۱۴۲ است. که جرم مولی آن ۸۹۳٫۶۴۵ g/mol می‌باشد. 